# Вільгельм Мюлльнер
Вільгельм Мюлльнер (нім. Wilhelm Müllner; 13 квітня 1914 — 27 грудня 1989) — австрійський футболіст, що грав на позиції воротаря.

## Життєпис
У дорослому футболі дебютував в сезоні 1933-34 виступами за команду «Аустрія» (Відень). Був дублером Йоганна Білліха. Влітку 1934 року брав участь у двох матчах Кубка Мітропи проти угорського «Уйпешта», в яких «Аустрія» поступилась два рази по 1:2. В сезоні 1934-35 Білліх втратив місце в основі, але Мюлльнер не скористався своїм шансом і зіграв лише один матч, а команда загалом у тому сезоні використала п'ять різних воротарів.
З наступного сезону перейшов у «Флорідсдорфер», але в цій команді також не став гравцем основи. В сезоні 1938-39 грав у німецькому клубі «Дессау 05», в складі якого зіграв три матчі у фінальному турнірі чемпіонату Німеччини. В середині 40-х знову грав за «Флорідсдорфер».